# Atletica leggera ai Giochi della XXXI Olimpiade - 100 metri piani maschili

Video ufficiale della Finale

Ai Giochi della XXXI Olimpiade, che si sono tenuti a Rio de Janeiro nel 2016, la competizione dei 100 metri piani maschili si è svolta il 13 e il 14 agosto presso lo Stadio Nilton Santos.

## Presenze ed assenze dei campioni in carica
Per i campionati europei si considera l'edizione del 2014.
| Competizione         | Atleta            | Prestazione | Rio 2016   |
| -------------------- | ----------------- | ----------- | ---------- |
| Olimpiadi 2012       | Usain Bolt        | 9”63        | Presente   |
| Commonwealth 2014    | Kemar Bailey-Cole | 10”00       | Non qual.  |
| Europei 2014         | James Dasaolu     | 10”06       | Presente   |
| Asiatici 2014        | Femi Ogunode      | 9”93        | Presente   |
| Panamericani 2015    | Andre De Grasse   | 10”05       | Presente   |
| Africani 2015        | Ben Youssef Meïté | 10”04       | Presente   |
| Mondiali 2015        | Usain Bolt        | 9"79        | Presente   |
|                      |                   |             |            |
| Mondiali junior 2012 | Adam Gemili       | 10”05       | Solo 200 m |

1. ↑  Ai mondiali di Berlino del 2009 Bolt ha stabilito il 
nuovo record del mondo (che è anche record dei Campionati) con 9"58.

## La gara
Il tempo più veloce nelle batterie è di Justin Gatlin (10”01). In semifinale Usain Bolt vince con 9”86: è il miglior tempo mondiale della stagione. Nella stessa serie il canadese Andre De Grasse stabilisce il proprio primato personale (9”92). Le altre due serie sono appannaggio di Justin Gatlin (9”94) e del francese Jimmy Vicaut (9”95).

La finale è prevista, stranamente, appena un'ora dopo la semifinale.

Parte meglio di tutti Gatlin, ma Bolt rinviene prepotentemente dopo i 40 metri e taglia per primo il traguardo con 8 centesimi di vantaggio sull'americano. Per il bronzo è una lotta strettissima tra il giamaicano Yohan Blake, il canadese De Grasse e il sudafricano Akani Simbine. Prevale De Grasse con il nuovo record personale (9”91).
Usain Bolt è il primo atleta a vincere tre ori sui 100 metri ai Giochi. Non solo: prima di lui solo il discobolo Al Oerter e il lunghista Carl Lewis avevano vinto tre ori. Quindi Bolt è il primo a realizzare questa striscia vincente in una gara su pista.

Justin Gatlin, a 34 anni, è l'atleta più maturo nella storia della specialità a vincere una medaglia olimpica.

## Risultati

### Preliminari
I preliminari hanno coinvolto gli atleti che non avevano raggiunto il tempo minimo di qualificazione.
Qualificazione: i primi due di ogni batteria (Q) e i 2 seguenti migliori tempi (q).

#### Batteria 1
| Posizione | Corsia | Nome                   | Nazionalità        | Tempo | Note                                     |
| --------- | ------ | ---------------------- | ------------------ | ----- | ---------------------------------------- |
| 1         | 9      | Riste Pandev           | Macedonia del Nord | 10"72 | Q,                                       |
| 2         | 8      | Sudirman Hadi          | Indonesia          | 10"77 | Q                                        |
| 3         | 4      | Mohammed Abukhousa     | Palestina          | 10"82 | q                                        |
| 4         | 5      | Holder da Silva        | Guinea-Bissau      | 10"97 |                                          |
| 5         | 6      | Wilfried Bingangoye    | Gabon              | 11"03 |                                          |
| 6         | 2      | Mohamed Lamine Dansoko | Guinea             | 11"05 |                                          |
| 7         | 7      | Abdul Wahab Zahiri     | Afghanistan        | 11"56 |                                          |
| 8         | 3      | Richson Simeon         | Isole Marshall     | 11"81 | Miglior prestazione personale stagionale |

#### Batteria 2
| Posizione | Corsia | Nome               | Nazionalità     | Tempo | Note |
| --------- | ------ | ------------------ | --------------- | ----- | ---- |
| 1         | 2      | Hassan Saaid       | Maldive         | 10"43 | Q    |
| 2         | 6      | Siueni Filimone    | Tonga           | 10"76 | Q,   |
| 3         | 7      | Luke Bezzina       | Malta           | 11"04 |      |
| 4         | 5      | Masbah Ahmmed      | Bangladesh      | 11"34 |      |
| 5         | 4      | Isaac Silafau      | Samoa Americane | 11"51 |      |
| 6         | 8      | John Ruuka         | Kiribati        | 11"65 |      |
| 7         | 3      | Hermenegildo Leite | Angola          | 11"65 |      |

#### Batteria 3
| Posizione | Corsia | Nome                  | Nazionalità  | Tempo | Note |
| --------- | ------ | --------------------- | ------------ | ----- | ---- |
| 1         | 7      | Rodman Teltull        | Palau        | 10"53 | Q    |
| 2         | 6      | Jin Wei Timothee Yap  | Singapore    | 10"84 | Q    |
| 3         | 3      | Mohamed Fakhri Ismail | Brunei       | 10"92 | q    |
| 4         | 4      | Ishmail Kamara        | Sierra Leone | 10"95 |      |
| 5         | 5      | Kitson Kapiriel       | Micronesia   | 11"42 |      |
| 6         | 2      | Jidou El Moctar       | Mauritania   | 11"44 |      |
| 7         | 8      | Etimoni Timuani       | Tuvalu       | 11"81 |      |

### Batterie
Qualificazione: i primi due di ogni batteria (Q) e gli 8 seguenti migliori tempi (q).

#### Batteria 1
| Posizione | Corsia | Nome                  | Nazionalità   | Tempo | Note |
| --------- | ------ | --------------------- | ------------- | ----- | ---- |
| 1         | 3      | Kemarley Brown        | Bahrein       | 10"13 | Q    |
| 2         | 5      | Chijindu Ujah         | Gran Bretagna | 10"13 | Q    |
| 3         | 7      | Marvin Bracy          | Stati Uniti   | 10"16 | q    |
| 4         | 2      | Seye Ogunlewe         | Nigeria       | 10"26 |      |
| 5         | 1      | Femi Ogunode          | Qatar         | 10"28 |      |
| 6         | 8      | Sean Safo-Antwi       | Ghana         | 10"43 |      |
| 7         | 9      | Reza Ghasemi          | Iran          | 10"47 |      |
| 8         | 6      | Adrian Griffith       | Bahamas       | 10"53 |      |
| 9         | 4      | Mohamed Fakhri Ismail | Brunei        | 10"95 |      |

#### Batteria 2
| Posizione | Corsia | Nome               | Nazionalità        | Tempo | Note                                     |
| --------- | ------ | ------------------ | ------------------ | ----- | ---------------------------------------- |
| 1         | 8      | Justin Gatlin      | Stati Uniti        | 10"01 | Q                                        |
| 2         | 7      | Daniel Bailey      | Antigua e Barbuda  | 10"20 | Q                                        |
| 3         | 1      | Rondel Sorrillo    | Trinidad e Tobago  | 10"23 |                                          |
| 4         | 5      | Gerald Phiri       | Zambia             | 10"27 |                                          |
| 5         | 9      | Lucas Jakubczyk    | Germania           | 10"29 |                                          |
| 6         | 6      | Ogho-Oghene Egwero | Nigeria            | 10"37 |                                          |
| 7         | 3      | Hua Wilfried Koffi | Costa d'Avorio     | 10"37 |                                          |
| 8         | 2      | Rodman Teltull     | Palau              | 10"64 |                                          |
| 9         | 4      | Riste Pandev       | Macedonia del Nord | 10"71 | Miglior prestazione personale stagionale |

#### Batteria 3
| Posizione | Corsia | Nome                    | Nazionalità         | Tempo | Note |
| --------- | ------ | ----------------------- | ------------------- | ----- | ---- |
| 1         | 5      | Xie Zhenye              | Cina                | 10"08 | Q,   |
| 2         | 3      | Nickel Ashmeade         | Giamaica            | 10"13 | Q    |
| 3         | 6      | Hassan Taftian          | Iran                | 10"17 | q    |
| 4         | 2      | Kim Collins             | Saint Kitts e Nevis | 10"18 | q    |
| 5         | 4      | Abdullah Abkar Mohammed | Arabia Saudita      | 10"26 |      |
| 6         | 7      | Aziz Ouhadi             | Marocco             | 10"34 |      |
| 7         | 9      | Kemar Hyman             | Isole Cayman        | 10"34 |      |
| 8         | 8      | Darrell Wesh            | Haiti               | 10"39 |      |

#### Batteria 4
| Posizione | Corsia | Nome             | Nazionalità | Tempo | Note |
| --------- | ------ | ---------------- | ----------- | ----- | ---- |
| 1         | 3      | Andre De Grasse  | Canada      | 10"04 | Q    |
| 2         | 9      | Aska Cambridge   | Giappone    | 10"13 | Q    |
| 3         | 2      | Su Bingtian      | Cina        | 10"17 | q    |
| 4         | 1      | Jimmy Vicaut     | Francia     | 10"19 | q    |
| 5         | 7      | Churandy Martina | Paesi Bassi | 10"22 |      |
| 6         | 5      | Emmanuel Matadi  | Liberia     | 10"31 |      |
| 7         | 8      | Julian Reus      | Germania    | 10"34 |      |
| 8         | 6      | Jamial Rolle     | Bahamas     | 10"68 |      |
| 9         | 4      | Sudirman Hadi    | Indonesia   | 10"70 |      |

#### Batteria 5
| Posizione | Corsia | Nome                | Nazionalità       | Tempo | Note |
| --------- | ------ | ------------------- | ----------------- | ----- | ---- |
| 1         | 9      | Ben Youssef Meïté   | Costa d'Avorio    | 10"03 | Q    |
| 2         | 6      | Trayvon Bromell     | Stati Uniti       | 10"13 | Q    |
| 3         | 5      | Christophe Lemaitre | Francia           | 10"16 | q    |
| 4         | 7      | Cejhae Greene       | Antigua e Barbuda | 10"20 | q    |
| 5         | 8      | Keston Bledman      | Trinidad e Tobago | 10"20 |      |
| 6         | 2      | Akeem Haynes        | Canada            | 10"22 |      |
| 7         | 6      | Gabriel Mvumvure    | Zimbabwe          | 10"28 |      |
| 8         | 3      | Hassan Saaid        | Maldive           | 10"47 |      |
| 9         | 4      | Siueni Filimone     | Tonga             | NP    |      |

#### Batteria 6
| Posizione | Corsia | Nome                      | Nazionalità         | Tempo | Note |
| --------- | ------ | ------------------------- | ------------------- | ----- | ---- |
| 1         | 4      | Yohan Blake               | Giamaica            | 10"11 | Q    |
| 2         | 8      | Jak Ali Harvey            | Turchia             | 10"14 | Q    |
| 3         | 9      | Barakat Mubarak Al-Harthi | Oman                | 10"22 |      |
| 4         | 2      | Mosito Lehata             | Lesotho             | 10"25 |      |
| 5         | 6      | James Ellington           | Gran Bretagna       | 10"29 |      |
| 6         | 3      | Henricho Bruintjies       | Sudafrica           | 10"33 |      |
| 7         | 5      | Zhang Peimeng             | Cina                | 10"36 |      |
| 8         | 7      | Antoine Adams             | Saint Kitts e Nevis | 10"39 |      |

#### Batteria 7
| Posizione | Corsia | Nome                 | Nazionalità       | Tempo | Note                                     |
| --------- | ------ | -------------------- | ----------------- | ----- | ---------------------------------------- |
| 1         | 6      | Usain Bolt           | Giamaica          | 10"07 | Q                                        |
| 2         | 3      | Andrew Fisher        | Bahrein           | 10"12 | Q                                        |
| 3         | 7      | James Dasaolu        | Gran Bretagna     | 10"18 | q                                        |
| 4         | 9      | Yoshihide Kiryū      | Giappone          | 10"23 |                                          |
| 5         | 2      | Shavez Hart          | Bahamas           | 10"28 | Miglior prestazione personale stagionale |
| 6         | 5      | Richard Thompson     | Trinidad e Tobago | 10"29 |                                          |
| 7         | 8      | Jahvid Best          | Saint Lucia       | 10"39 |                                          |
| 8         | 1      | Jurgen Themen        | Suriname          | 10"47 |                                          |
| 9         | 4      | Jin Wei Timothee Yap | Singapore         | 10"79 |                                          |

#### Batteria 8
| Posizione | Corsia | Nome                  | Nazionalità         | Tempo | Note |
| --------- | ------ | --------------------- | ------------------- | ----- | ---- |
| 1         | 4      | Akani Simbine         | Sudafrica           | 10"14 | Q    |
| 2         | 1      | Ryota Yamagata        | Giappone            | 10"20 | Q    |
| 3         | 7      | Aaron Brown           | Canada              | 10"24 |      |
| 4         | 9      | Ramon Gittens         | Barbados            | 10"25 |      |
| 5         | 2      | Solomon Bockarie      | Paesi Bassi         | 10"36 |      |
| 6         | 5      | Vitor Hugo dos Santos | Brasile             | 10"36 |      |
| 7         | 6      | Kim Kuk-young         | Corea del Sud       | 10"37 |      |
| 8         | 3      | Brijesh Lawrence      | Saint Kitts e Nevis | 10"55 |      |
| 9         | 8      | Mohammed Abukhousa    | Palestina           | 11"89 |      |

### Semifinali
Qualificazione: i primi due di ogni semifinale (Q) e i 2 seguenti migliori tempi (q).

#### Semifinale 1
| Posizione | Corsia | Nome              | Nazionalità    | Tempo | Note |
| --------- | ------ | ----------------- | -------------- | ----- | ---- |
| 1         | 3      | Jimmy Vicaut      | Francia        | 9"95  | Q    |
| 2         | 7      | Ben Youssef Meïté | Costa d'Avorio | 9"97  | Q,   |
| 3         | 5      | Akani Simbine     | Sudafrica      | 9"98  | q    |
| 4         | 9      | Jak Ali Harvey    | Turchia        | 10"03 |      |
| 5         | 4      | Nickel Ashmeade   | Giamaica       | 10"05 |      |
| 6         | 8      | Marvin Bracy      | Stati Uniti    | 10"08 |      |
| 7         | 6      | Xie Zhenye        | Cina           | 10"11 |      |
| 8         | 2      | Hassan Taftian    | Iran           | 10"23 |      |

#### Semifinale 2
| Posizione | Corsia | Nome            | Nazionalità         | Tempo | Note                                     |
| --------- | ------ | --------------- | ------------------- | ----- | ---------------------------------------- |
| 1         | 6      | Usain Bolt      | Giamaica            | 9"86  | Q,                                       |
| 2         | 5      | Andre De Grasse | Canada              | 9"92  | Q,                                       |
| 3         | 9      | Trayvon Bromell | Stati Uniti         | 10"01 | q                                        |
| 4         | 7      | Chijindu Ujah   | Gran Bretagna       | 10"01 | Miglior prestazione personale stagionale |
| 5         | 8      | Ryota Yamagata  | Giappone            | 10"05 | Miglior prestazione personale            |
| 6         | 3      | Kim Collins     | Saint Kitts e Nevis | 10"12 |                                          |
| 7         | 2      | Cejhae Greene   | Antigua e Barbuda   | 10"13 |                                          |
| –         | 4      | Andrew Fisher   | Bahrein             | NP    | R162.7                                   |

#### Semifinale 3
| Posizione | Corsia | Nome                | Nazionalità       | Tempo | Note                                     |
| --------- | ------ | ------------------- | ----------------- | ----- | ---------------------------------------- |
| 1         | 6      | Justin Gatlin       | Stati Uniti       | 9"94  | Q                                        |
| 2         | 4      | Yohan Blake         | Giamaica          | 10"01 | Q                                        |
| 3         | 9      | Christophe Lemaitre | Francia           | 10"07 | Miglior prestazione personale stagionale |
| 4         | 3      | Su Bingtian         | Cina              | 10"08 | Miglior prestazione personale stagionale |
| 5         | 5      | Kemarley Brown      | Bahrein           | 10"13 |                                          |
| 6         | 2      | James Dasaolu       | Gran Bretagna     | 10"16 |                                          |
| 7         | 7      | Aska Cambridge      | Giappone          | 10"17 |                                          |
| –         | 8      | Daniel Bailey       | Antigua e Barbuda | NP    |                                          |

### Finale
| Record mondiale      | Usain Bolt    | 9"58 | Berlino | 16 agosto 2009 |
| Record olimpico      | Usain Bolt    | 9"63 | Londra  | 5 agosto 2012  |
| Capolista stagionale | Justin Gatlin | 9"80 | Eugene  | 3 luglio 2016  |

Domenica 14 agosto, ore 22:25. Vento: +0,2 m/s.
| Pos.    | Corsia | Atleta            | Età | Nazione        | Tempo | Note                                     |
| ------- | ------ | ----------------- | --- | -------------- | ----- | ---------------------------------------- |
| Oro     | 6      | Usain Bolt        | 30  | Giamaica       | 9"81  | Miglior prestazione personale stagionale |
| Argento | 4      | Justin Gatlin     | 34  | Stati Uniti    | 9"89  |                                          |
| Bronzo  | 7      | Andre De Grasse   | 22  | Canada         | 9"91  | Miglior prestazione personale            |
| 4       | 9      | Yohan Blake       | 27  | Giamaica       | 9"93  | Miglior prestazione personale stagionale |
| 5       | 3      | Akani Simbine     | 23  | Sudafrica      | 9"94  |                                          |
| 6       | 8      | Ben Youssef Meïté | 30  | Costa d'Avorio | 9"96  | Record nazionale                         |
| 7       | 5      | Jimmy Vicaut      | 24  | Francia        | 10"04 |                                          |
| 8       | 2      | Trayvon Bromell   | 21  | Stati Uniti    | 10"06 |                                          |